# .lu
.lu es el dominio de nivel superior geográfico (ccTLD) para Luxemburgo.